# Zərdab (Rayon)
Zərdab (Zardab) ist ein Rayon im Norden Aserbaidschans. Die Hauptstadt des Bezirks ist die Stadt Zərdab.

## Geografie
Der Bezirk hat eine Fläche von 856 km² und liegt bis zu 11 m unter dem Meeresspiegel.

## Bevölkerung
Im Rayon leben 59.700 Einwohner (Stand: 2021). 2009 betrug die Einwohnerzahl 52.400. Diese verteilen sich auf 40 Siedlungen.

## Wirtschaft
Die Region ist agrarisch geprägt. Es werden Baumwolle und Getreide angebaut sowie Seidenraupen und Vieh gezüchtet. Außerdem gibt es Molkereien und andere lebensmittelverarbeitende Betriebe.